# Busserolles
Busserolles är en kommun i departementet Dordogne i regionen Nouvelle-Aquitaine i sydvästra Frankrike. Kommunen ligger i kantonen Bussière-Badil som tillhör arrondissementet Nontron. År 2022 hade Busserolles 505 invånare.

## Befolkningsutveckling
Antalet invånare i kommunen Busserolles
Referens:INSEE